# Milfulles
|  | Aquest article tracta sobre la milfulles o espina de peix. Vegeu-ne altres significats a «Milfulles (desambiguació)». |

La milfulles, camamilla vera, flor de ploma, herba d'anyell, herba de corder, herba de les ferides, herba de les nou camises, herba de mil fulles o herba de xai (Achillea millefolium), és una herba perenne que pertany a la família de les asteràcies. Habita principalment a Àsia i la zona mediterrània d'Europa, encara que és menys abundant, fins i tot inexistent en regions com Andalusia i el sud de Portugal. S'ha introduït a altres llocs com Amèrica a causa de la dispersió accidental que ha provocat l'home.
Popularment ha rebut moltíssims noms i actualment també és anomenada com: camamilla, camamilla de les ribes, camamilla de Meranges, camamilla de muntanya, camamilla de prat, camamilla del tros, camamilla dels aragonesos, camamil·la vera, camorro, camorros, cap de bou, cap de moro, ceguda, ceguda blanca, centenrama, centfulles, cordonet, curatalls, espina de peix, estronca-sangs, filera, fileres, guinça, guinces, herba bouera, herba conillera, herba currera, herba de cent fulles, herba de ferides, herba de l'angina, herba de la Coma, herba de la tos, herba de les cent fulles, herba de les mil fulles, herba de tall, herba de talls, herba de tos, herba del mal de coll, herba dels conills, herba dels talls, herba fina, herba per al sucre, indianeta, lladracà, marfull, milenrama, milflors, milherbes, milifulla, miliuna, oriecà, percala, pixacà, sardineta, setge, andianeta, bliecà, camamirla, cebuda blanca, cent fulles, cinto enrama, gamusa, gamuses, herba dels llapins, hierba de tall, lladrecà, mil en rama, mil fulles, mil-en-rama, milfulls, milrama, oliacà, olicà, sabuda, sabuda blanca,
uliacà i uliecà.

## Ecologia i hàbitat
De forma natural, la milfulles creix en zones no gaire seques i ben drenades. Es pot trobar en pastures, en camps cultivats o no i sovint al costat de les carreteres, en vessants de muntanya i en zones boscoses. Es pot trobar entre els 0 i 2400 m d'altitud, tot i que prefereix altituds inferiors als 1500 m. A partir dels 1000 m cap amunt té un port més petit i més fragància.
Tot i que és una planta molt tolerant a qualsevol tipus de clima, requereix unes condicions temperades o temperades-fredes. Resisteix bé a les gelades (fins a -15 °C) i a la sequera. Normalment vol condicions de ple sol.
Pel que fa al tipus de sòl, en general es pot dir que s'adapta bé a tota mena de sòls (àcids o bàsics, calcaris, secs), sempre que estiguin ben drenats, ja que no resisteix l'entollament. Per tant, prefereix sòls arenosos i frescals davant de sòls argilosos i compactes. Creix bé en sòls pobres.

## Descripció morfològica

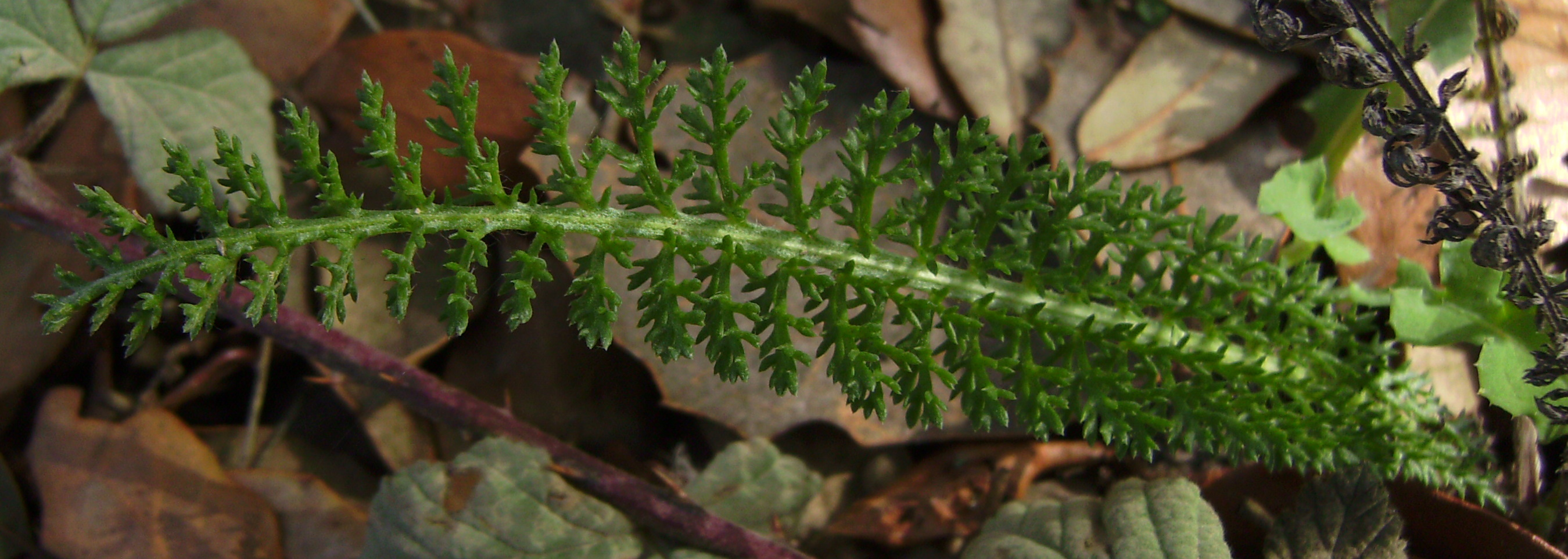
Fulla jove de milfulles a Castelltallat

És una planta herbàcia, perenne i rizomatosa d'on poden sortir una o diverses tiges dures, erectes, tomentoses i acanalades. És difícil veure-les ramificades, sobretot en la part superior. Pot arribar a fer des 60cm a 1m d'alçada. L'arrel, majoritàriament té estolons i rizomes horitzontals. Té fulles herbàcies, alternes de fins a 20cm de llarg, bipinnatisectes o tripinnatisectes, de linear-oblongues a lanceolades en el contorn general, les inferiors són lanceolades i amb un pecíol curt i la resta són sèssils. Tenen el calze campanulat de 3 a 5mm de llarg per 3mm d'ample, poden tenir de 15 a 20 bràctees, graduades en 4 sèries, les més llargues fan de 4 a 5mm de llarg, el seu indument és glabre o glabrescent, amb la nervadura central verda i els marges generalment de color cafè; receptacle cònic, escuames oblongues, de ± 3mm de llarg. Les flors són petites i formen inflorescències en forma de corimbe molt dens. Són de dues formes: flors ligulades (± 5 lígules): les seves corol·les generalment són blanques, femenines, les lígules són orbiculars a quadrangulars, de 2 a 3 (4) mm de llarg; i flors del disc ± 20: les seves corol·les són groguenques o blanquinoses, hermafrodites amb 5 estams i pistil, tubuloses, o bé, amb forma campanulada, de 2 a 3 mm de llarg i acabada en 5 lòbuls. No tots els capítols són heterògams, és a dir, no totes les flors són hermafrodites (tenen els dos sexes), sinó que van acompanyades d'altres flors unisexuals (d'un únic sexe). El fruit és un aqueni oblong a obovat, comprimit, de 2 a 3 mm de llarg, glabre, de blanc a gris, finament estriat en forma longitudinal sense vil·là.

## Droga i principis actius

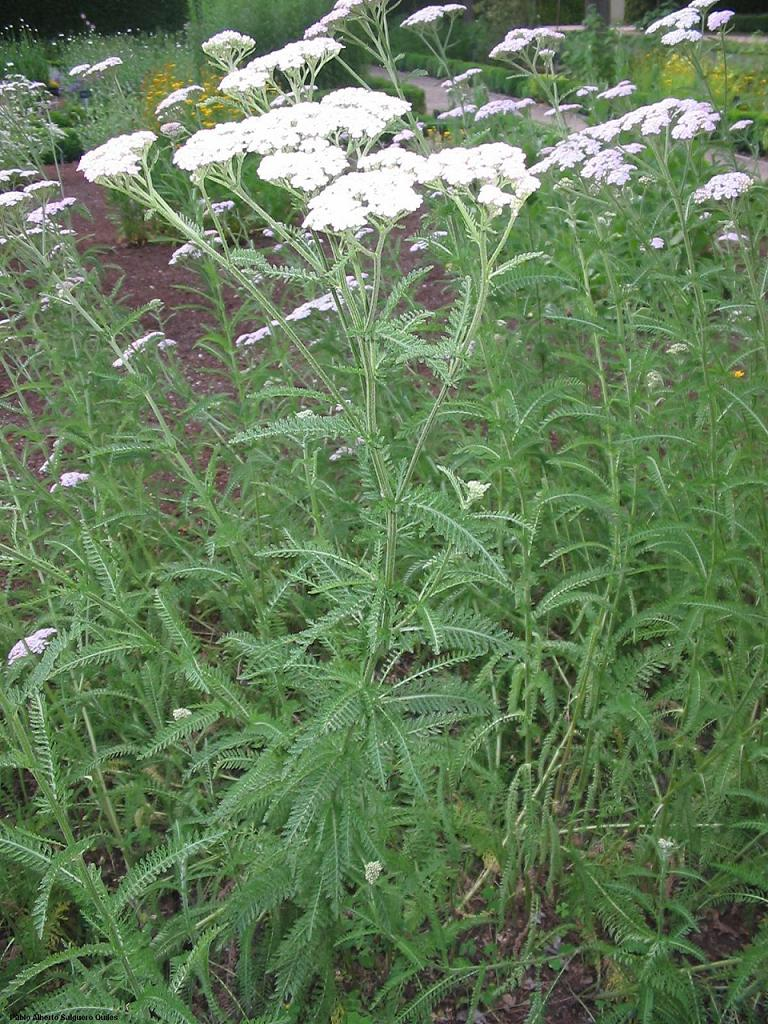
Achillea millefolium

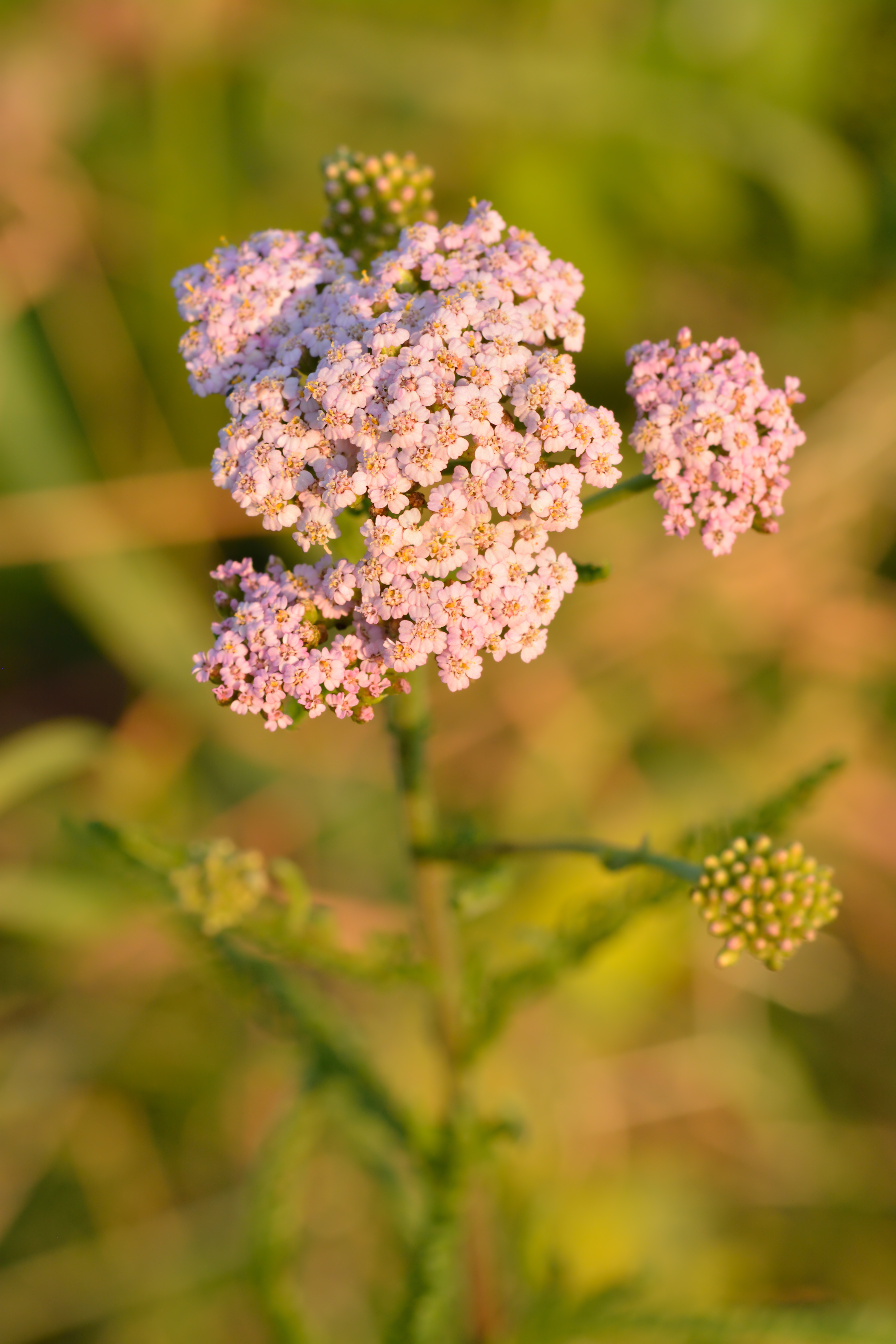
Detall de les inflorescències

La droga de la milfulles són les sumitats florides.
A continuació tenim la composició de principis actius en diferents parts de la planta:
- Àcids: àcid ascòrbic, àcid cafeic, àcid oleic i àcid salicílic (en fulles)
- Oli essencial ric en: alfa-pinè, alfa-terpinè, beta-pinè, azulè, camazulè, camfè, cariofilè, acetat de bornil, p-cimè i sabinè.
- Flavonoides: apigenina i luteolina (planta)
- Lactones sesquiterpèniques: aquilicina, acileína, millefina (planta)
- Alcaloides: betonicina, betaïna i estaquidrina (planta)
- Altres: eugenol, colina, cumarines, tanins.
- Minerals: calci, crom, cobalt, alumini (Planta)

## Usos medicinals i accions farmacològiques

### Ús intern
- Astringent i antidiarreica: per la seva riquesa en tanins, més el camazulè, l'apigenina, la luteolina. Útil en cas de diarrees i colitis, diverticulitis, etc.
- Antiinflamatòria, degut a l'acció de l'azulè i l'àcid salicílic. Per reduir la pressió arterial i pel tractament intern de les hemorroides i les varices, ja que afavoreix la circulació sanguínia i disminueix inflamacions de les venes (flebitis).
- Antiespasmòdica: pot evitar els espasmes respiratoris de l'asma, tuberculosi i altres afeccions respiratòries, com al·lèrgies. També per pal·liar els dolors relacionats amb la menstruació.
- Digestiva i tònica: els flavonoides li atorguen propietats antiespasmòdiques molt útils en cas d'espasmes intestinals mentre que els principis amargs li donen propietats digestives i resulten adequats per les males digestions, cremor d'estómac, vòmits, etc. També per tractament d'úlcera gàstrica juntament amb altres plantes.

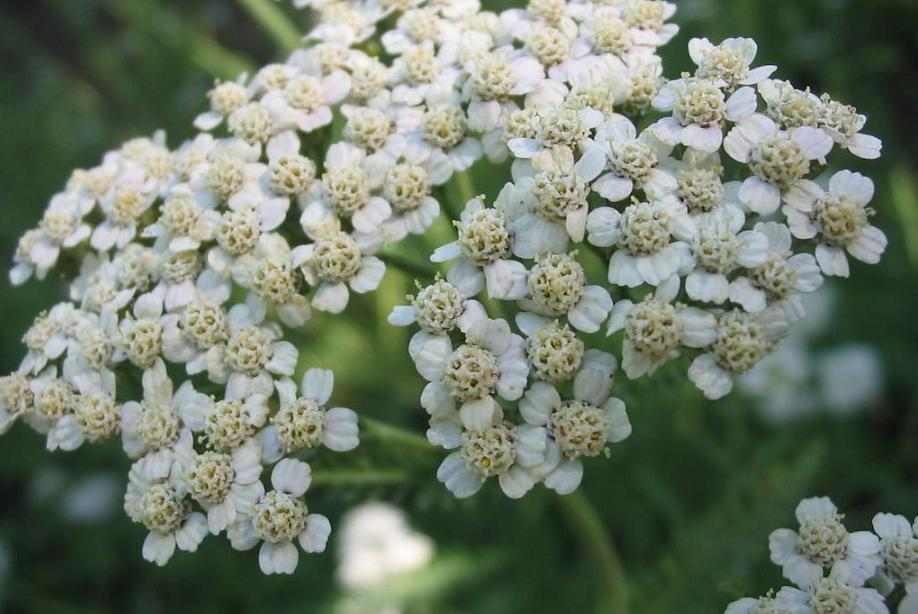
Corimbe

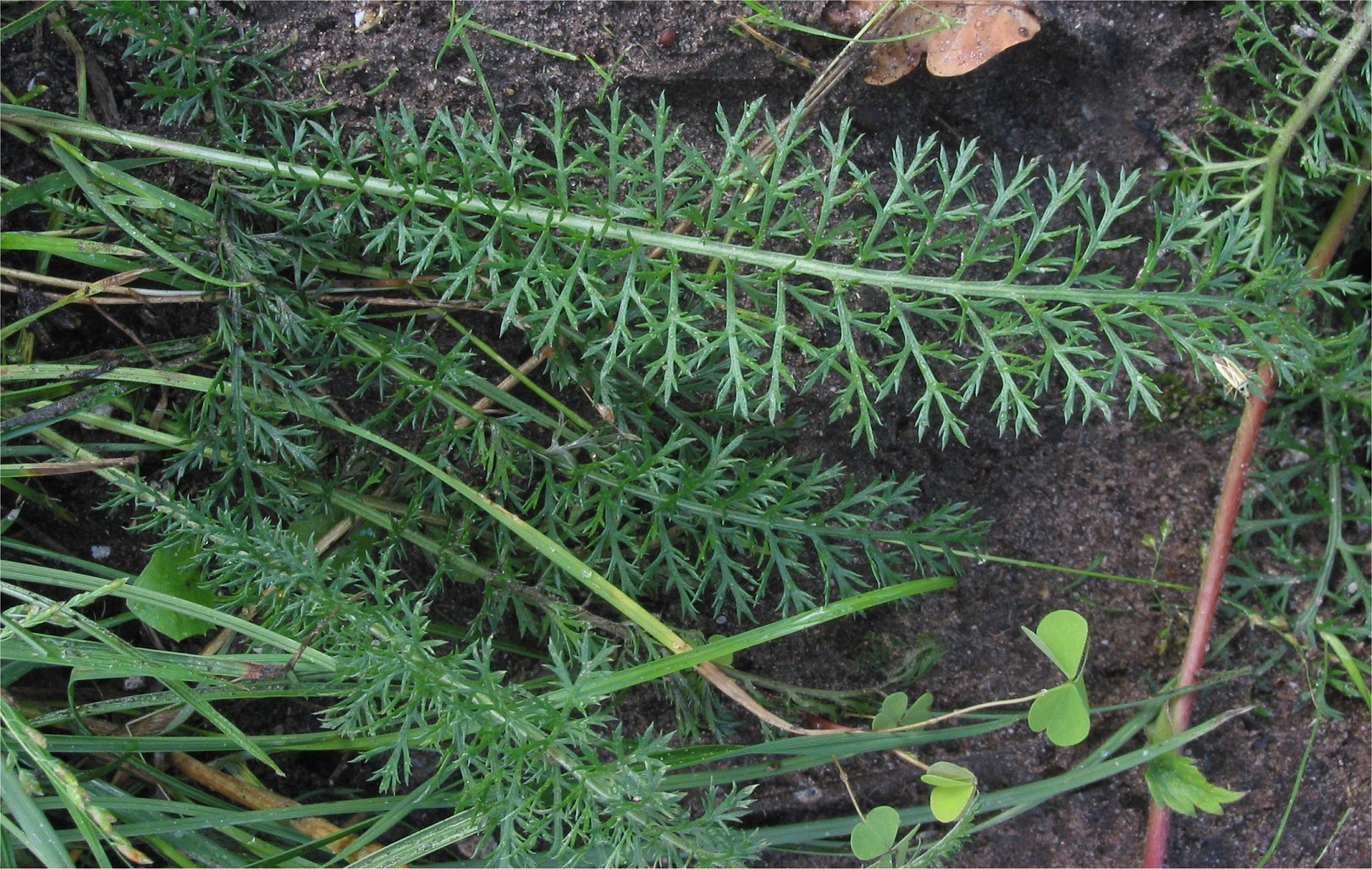
Fulles

### Ús extern
- Astringent: molt adequada per desinfectar ferides o mossegades d'animals. Es pot utilitzar per al tractament de cops evitant o millorant la formació de blaus. Evitar els sagnats freqüents pel nas.
- Emmenagoga: afavoreixen la menstruació, en casos de regles doloroses (dismenorrea) o en presència de flux (blennorràgia). Mitjançant banys.
- Antihemorroidal i antiinflamatòria (varius): mitjançant banys.
- Cicatritzant: usos en ferides, llagues, cremades, úlceres …

## Toxicitat
El contacte amb la planta fresca, per presència de cumarines, pot donar lloc a reaccions al·lèrgiques de la pell. De la mateixa manera el seu extracte pot resultar fototòxic, produint l'aparició d'èczemes a la pell en persones que s'exposen al sol, especialment en llocs on la radiació solar és major. Pot donar reaccions d'hipersensibilitat estomacal.
En dosis altes pot donar vertigen i cefalea. Pot crear incompatibilitats amb anticoagulants orals augmentant el risc de sagnat.

## Observacions
Recol·lecció i conservació: las sumitats florals es recullen durant la primavera i la tardor. Es dessequen a l'ombra al més ràpidament possible i es conserven seques.
La floració es pot allargar del maig a final d'agost o setembre.